# 536 Мерапі
536 Мерапі (536 Merapi) — астероїд зовнішнього головного поясу, відкритий 11 травня 1904 року Джорджем Генрі Пітерсом.
Тіссеранів параметр щодо Юпітера — 3,028.